# خیابان سانترال کوریدور (فینیکس)
خیابان سانترال کوریدور (به انگلیسی: Central Avenue Corridor) یک محله در ایالات متحده آمریکا است که در فینیکس (آریزونا) واقع شده‌است. بخش قابل توجهی از خیابان مرکزی شمالی-جنوبی فینیکس، آریزونا می‌باشد. این خیابان که تقریباً از شمال به خیابان کامل‌بک و از جنوب به خیابان مک داول محدود می‌شود، این منطقه یکی از حیاتی‌ترین و پرترافیک‌ترین خیابان‌های فینیکس است. همچنین یکی از بزرگ‌ترین مراکز تجاری منطقه به‌شمار می‌رود که نزدیک به ۶۰۰۰۰ نفر در شعاع سه مایلی (۵ کیلومتری) از این ناحیه نسبت به خیابان مرکزی مشغول به‌کار هستند. کارفرمایان عمده در اینجا شامل بانک‌ها و مؤسسات مالی بزرگ، شرکت‌های فناوری پیشرفته و چندین شرکت حقوقی و سازمان‌های دولتی مهم هستند.